# Пасынок, Иван Кузьмич
Иван Кузьмич Пасынок (1916—1953) — подполковник Советской Армии, участник Великой Отечественной войны, Герой Советского Союза (1946).

## Биография
Иван Пасынок родился 14 ноября 1916 года в селе Пятовск Стародубского уезда Черниговской губернии (ныне Стародубский район Брянской области). В 1939 году Пасынок был призван на службу в Рабоче-крестьянскую Красную Армию. В июле 1942 года он окончил Саратовское танковое училище и был направлен на фронт Великой Отечественной войны. К декабрю 1944 года гвардии капитан Иван Пасынок командовал танковым батальоном 27-й гвардейской отдельной танковой бригады 6-й гвардейской танковой армии 2-го Украинского фронта. Отличился во время боёв под Будапештом (плацдарм на реке Грон).
26 декабря 1944 года батальон Пасынка переправился через реку Грон и принял активное участие в боях за захват, удержание и расширение плацдарма на её западном берегу. В ходе расширения плацдарма Пасынок со своими танкистами освободил населённые пункты Нана и Параконь. Бои за плацдарм продолжались в течение января и февраля 1945 года. Только 18 февраля 1945 года батальон Пасынка отразил более 20 вражеских контратак, уничтожив 17 танков и самоходных артиллерийских установок, 23 артиллерийских орудия, 13 миномётов, 66 пулемётов, несколько сотен солдат и офицеров противника. 20 февраля 1945 года батальон Пасынка оказался в окружении, однако ночью того же дня сумел прорваться к своим.
Указом Президиума Верховного Совета СССР от 15 мая 1946 года за «успешное форсирование реки Грон и умелое руководство боем при захвате и удержании плацдарма» гвардии капитан Иван Пасынок был удостоен высокого звания Героя Советского Союза с вручением ордена Ленина и медали «Золотая Звезда» за номером 4836.
После окончания войны Пасынок продолжил службу в Советской Армии. В 1953 году в звании подполковника он был уволен в запас. Проживал в Харькове. Был членом Верховного Совета Украинской ССР. Скоропостижно скончался в 1953 году, похоронен на харьковском кладбище № 4.

## Награды
Был также награждён орденами Красного Знамени, Отечественной войны 1-й степени и Красной Звезды, рядом медалей.